# Historischer Verein für Geldern und Umgegend
Der Historische Verein für Geldern und Umgegend e.V. ist ein deutscher Geschichtsverein, der sich die Erforschung der Geschichte der Stadt und des Herzogtums Geldern und deren Umland zur Aufgabe gemacht hat.
Der am 22. Oktober 1851 in der Stadt Geldern gegründete Verein gehört seit jenem Jahr zur Kulturszene des Niederrheins und ist der zweitälteste Geschichtsverein des Rheinlandes. In seiner Satzung hat sich der Verein „die Erforschung geldrischer Geschichte und Landeskunde sowie die Pflege der regionalen Kultur“ zur Aufgabe gestellt. Mit zurzeit ungefähr 1.500 Mitgliedern zählt er zu den großen Geschichtsvereinen Deutschlands. Er ist in enger Zusammenarbeit mit lokalen Archiven und regionalen Geschichtsvereinen verbunden. Derzeitiger Vorsitzender ist Gerd Halmanns.
Der Historische Verein wurde 2002 in Berlin mit dem Förderpreis „Aktive Bürgerschaft – Innovation aus Tradition“ ausgezeichnet, weil er die Bildung einer „historischen europäischen Identität der Region“ ermögliche. Er gebe „wegweisende Beispiele“ und entwickle „neue Konzepte bürgerschaftlicher Mitverantwortung für das öffentliche Leben“. Innerhalb des Historischen Vereins können sich Arbeitskreise bilden. Sie übernehmen auf Dauer Sonderaufgaben oder dienen – zeitlich begrenzt – der Vorbereitung von Ausstellungen, Fachtagungen sowie Publikationen.

## Emilie und Hans Stratmans-Stiftung auf Haus Ingenray
Zum Historischen Verein gehört die „Emilie und Hans Stratmans-Stiftung – Forschungs- und Begegnungsstätte des Historischen Vereins für Geldern und Umgegend“. Sie ist auf Haus Ingenray angesiedelt, das ursprünglich ein direkt an der Niers gelegenes Rittergut mit wehrhaftem Charakter war, dessen Ursprünge sich bis ins späte 14. Jahrhundert zurückverfolgen lassen.
1962 erwarben Johann „Hans“ Stratmans (1928–2015) und sein Vater das Haus, mit dessen Instandsetzung und Wohnbarmachung sie in den folgenden Jahren rasch vorankamen. Der Bauunternehmer Stratmans sammelte zeitlebens historische Kunstgegenstände und Archivalien, zumeist mit Bezug zum Niederrhein. 
Diese wertvolle und umfangreiche Sammlung brachten Emilie (1935–2013) und Hans Stratmans zusammen mit Haus Ingenray 2007 in eine neue Stiftung ein, die nach dem Ableben der Stiftungsgründer als Treuhandstiftung dem Historischen Verein zufiel. Seitdem betreibt und verwaltet der Verein die Stiftung und Haus Ingenray. Von 2020 bis 2023 wurde das fünf Hektar große Anwesen mit finanzieller Unterstützung des Bundes, des Landes NRW, des Landschaftsverbands Rheinland, der NRW-Stiftung und LEADER-Leistende Landschaft in eine Tagungs-, Forschungs- und Begegnungsstätte des Historischen Vereins mit Museum und Archivgebäude umgewandelt.

## Geldern-Tag
Der Geldern-Tag ist ein traditionelles Treffen von sechs großen niederländischen und deutschen Geschichtsvereinen auf dem Gebiet des ehemaligen Herzogtum Geldern. Daran nehmen alle zwei bis drei Jahre neben dem Historischen Verein für Geldern und Umgegend auch der Emmericher Geschichtsverein, der Heimatverein der Erkelenzer Lande, Het Limgurgs Geschied- en Oudheidkundig Genootschap, der Verein für Heimatpflege Viersen und die Vereniging Gelre (Provinz Gelderland) teil. Auch mit anderen Geschichtsgruppen, Archiven und Museen beiderseits der deutsch-niederländischen Grenze wird eng zusammengearbeitet.

## Bündnis für Geschichte mit der Universität Duisburg-Essen
Im Jahre 2004 konnte der Historische Verein einen Partnerschaftsvertrag mit der Universität Duisburg-Essen abschließen. Diesem „Bündnis für Geschichte“ haben sich auch die Städte und Gemeinden Straelen, Kevelaer, Geldern, Wachtendonk, Rheurdt, Issum, Kerken und Weeze angeschlossen. Ziel ist es vorrangig, die Geschichte des ehemaligen Herzogtums Geldern, insbesondere aber die Geschichte der genannten Kommunen zu erforschen und den Menschen am Niederrhein und in den benachbarten Niederlanden näher zu bringen. Im Einzelnen sind Tagungen, Buchprojekte, Vorträge, Archivarbeit und die Förderung regionalhistorischer Projekte, beispielsweise von Schülern, vorgesehen.

## Bibliothek
Die wissenschaftliche Bibliothek des Historischen Vereins für Geldern und Umgegend befindet sich im Kreisarchiv Kleve in Geldern und wird dort zusammen mit den Archivbeständen und der Bibliothek des Kreises Kleve durch Fachpersonal betreut. Die Bibliothek des Vereins umfasst derzeit mehr als 6.000 Nummern in Form von Einzelwerken und Schriftreihen. Daneben finden sich umfangreiche Sammlungen, z. B. von Siegeln und historischen Karten. Durch Schrifttausch kommen ständig neue Veröffentlichungen von deutschen und niederländischen Archiven und Geschichtsvereinen hinzu. Den Vereinsmitgliedern und der Öffentlichkeit stehen die Bibliotheksbestände sowie die Archivstücke und Dokumente des Historischen Vereins für ihre Forschungen jederzeit im Kreisarchiv zur Verfügung.

## Öffentlichkeitsarbeit
Zum regelmäßigen Herbst- und Winterprogramm gehört eine Vortragsreihe zu Geschichte, Archäologie, Volkskunde, Literatur und Kunst der Region. Ein weiterer Arbeitskreis bietet jährlich zwischen 15 und 20 Tages-, Halbtages- sowie Mehrtagesfahrten an. Auf besonderes Interesse stoßen dabei Exkursionen zu belgischen und niederländischen Orten, die historische Beziehungen zum deutschen Gelderland aufweisen und gemeinsame Wurzeln ins Blickfeld rücken.
Seit 1899 gibt der Historische Verein jährlich Veröffentlichungen in einer Schriftenreihe heraus, die den Mitgliedern als Jahresgabe kostenfrei überlassen werden. Ferner erscheinen in unregelmäßigen Abständen Sonderveröffentlichungen.
Seit 1977 wird der Geldrische Heimatkalender vom Historischen Verein redigiert und herausgegeben. Neben einem jährlich wechselnden Ortsporträt werden in Wort und Bild unter anderem die Themenbereiche Aktuelles aus dem Gelderland, Von Natur und Landschaft, Aus Geschichte und Kunst, Archäologie, Volkskunde, Literatur und Sprache behandelt.

## Karl-Heinz-Tekath-Förderpreis
Karl-Heinz Tekath leitete von 1988 bis zu seinem plötzlichen Tod im Dezember 2004 das Archiv des Kreises Kleve in Geldern. Gleichzeitig war er im Vorstand des Historischen Vereins für Geldern und Umgegend tätig. 
Zu seinen zahlreichen Verdiensten gehörte die verstärkte Öffnung des Archivs für eine breite Öffentlichkeit. Ein besonderes Anliegen war ihm die Vermittlung von Geschichte an Jugendliche und junge Erwachsene. Mit großem Engagement unterstützte er viele Schüler, Studenten und Doktoranden bei Fach- oder Forschungsarbeiten. 
Die grenzüberschreitende Zusammenarbeit mit niederländischen Archiven, Geschichtsvereinigungen und Museen trieb er maßgeblich voran. Das große Projekt zum „Herzogtum Geldern“ in den Jahren 2001 und 2002 wäre ohne ihn nicht denkbar gewesen. Auch die Partnerschaften des Historischen Vereins mit den acht Kommunen des deutschen Gelderlandes sowie mit der Universität Duisburg-Essen gehen auf seine Initiative zurück. 
Zur Erinnerung an Karl-Heinz Tekath und seine bleibenden Verdienste um die niederrheinische Geschichtsforschung hat der Historische Verein einen Förderpreis gestiftet. Seit 2006 werden alle zwei Jahre im Frühjahr junge, engagierte und fachlich herausragende Wissenschaftler ausgezeichnet, die sich in besonderer Weise um die Erforschung der Regionalgeschichte verdient gemacht haben. Der Preis ist mit einer Zuwendung in höhe von 2.500 € verbunden.
Dazu gehören 
- die Geschichte des unteren Niederrheins,
- die Geschichte der deutsch-niederländischen Beziehungen in der Region, insbesondere im Hinblick auf
- die Geschichte und Kultur des Gelderlandes seit den Zeiten von Grafschaft und Herzogtum Geldern bis heute und
- die Geschichte des ehemaligen Kreises Geldern seit 1815.

Die Arbeit der Preisträger soll im Sinne Karl-Heinz Tekaths die Wurzeln der regionalen Kultur und ihre Bedeutung für die Gegenwart erhellen. Das Höchstalter zum Zeitpunkt des Vorschlages liegt bei 35 Jahren.   

## Das Haus Lawaczeck
Im Jahre 2001 hatte der Historische Verein für Geldern und Umgegend das Haus Lawaczeck in Nieukerk als Begegnungsstätte und Museum übernommen. Der helle Ausstellungsraum in der ersten Etage war das Resultat der einzigen baulichen Veränderung, die mit der neuen Nutzung einherging. Hier wurden drei kleinere Räume miteinander verbunden, um Wechselausstellungen zur Geschichte, Kunst und Kultur des unteren Niederrheins und der benachbarten Niederlande präsentieren zu können. Auch Workshops, Arbeitskreise, Konzerte und Diavorträge fanden dort einen geeigneten Rahmen. 2020 endete die Nutzung durch den Historischen Verein für Geldern und Umgegend. Ab 2022 wirdHaus Ingenray als Forschungs- und Begegnungsstätte genutzt.